# Barmer Spitze
Die Barmer Spitze, auch Barmerspitze (3200 m ü. A.), ist ein Gipfel in der Rieserfernergruppe und liegt an der österreichisch-italienischen Grenze zwischen Ost- und Südtirol.

## Lage und Umgebung
Die Spitze mit Gipfelkreuz liegt nahe nordöstlich des Hochgall und ist über den Krügergrat von ihm getrennt. Sie wurde nach der Sektion Barmen des Deutschen und Österreichischen Alpenvereins benannt, die die nahe Barmer Hütte betreibt. Weitere Gipfel in der nächsten Umgebung sind die Patscher Spitze und die Ohrenspitzen, von denen die Barmer Spitze durch das Patscher Törl beziehungsweise die Riepenscharte getrennt ist. Die zur Südtiroler Seite abfallenden Flanken sind Teil des Naturparks Rieserferner-Ahrn, auf Osttiroler Seite gehören sie zum Nationalpark Hohe Tauern.

## Anstiegsmöglichkeiten
Der Normalweg führt von der Barmer Hütte zunächst bergab zur alten Barmer Hütte und danach relativ eben zur Abzweigung zum Patscher Törl. Hier zweigt der Weg nach Südwesten ab und führt über das Rampleterkees zum Patscher Törl und danach weiter auf die Barmer Spitze. Die Besteigung des Gipfels galt als wenig schwierig; nachdem sich jedoch im Juli 2008 unterhalb des Gipfels ein tödlicher Unfall ereignet hatte, wurde der Klettersteig auf die Barmer Spitze gesperrt.
Die Barmer Spitze wird gerne im Winter begangen. Hier besteht die Anstiegsmöglichkeit aus dem Bachertal, einem Seitenast des Reintals in Südtirol, über das Ursprungsbachtal und den Lenksteinferner.